# Prosity
Prosity (deutsch Prossitten) ist ein Ort in der Stadt- und Landgemeinde Bisztynek (Bischofstein) im Powiat Bartoszycki (Kreis Bartenstein) in der polnischen Woiwodschaft Ermland-Masuren.

## Geographische Lage
Das Dorf liegt im historischen Ostpreußen, etwa 24 Kilometer westlich der früheren Kreisstadt Rößel (polnisch Reszel) und 21 Kilometer südlich der heutigen Kreismetropole Bartoszyce (deutsch Bartenstein).

## Geschichte

### Ortsgeschichte
Urkundlich erstmals erwähnt wird Prossitten im Jahr 1354. Am 9. Juni 1502 verschrieb Fürstbischof Lucas Watzelrode seinem Weihbischof Johann Wilde (1438–1532) den Nießbrauch des Dorfs Prossiten auf Lebenszeit. Im 16. Jahrhundert fiel der Ort durch Kriegseinflüsse wüst und wurde 1529 unter Bischof Mauritius Ferber neu begründet.
Am 9. Juli 1874 wurde Prossitten Amtsdorf und damit namensgebend für einen Amtsbezirk im Kreis Rößel im Regierungsbezirk Königsberg (ab 1905: Regierungsbezirk Allenstein) in der preußischen Provinz Ostpreußen.
Aufgrund der Bestimmungen des Versailler Vertrags stimmte die Bevölkerung in den Volksabstimmungen in Ost- und Westpreussen am 11. Juli 1920 über die weitere staatliche Zugehörigkeit zu Ostpreußen (und damit zu Deutschland) oder den Anschluss an Polen ab. In Prossitten stimmten 480 Einwohner für den Verbleib bei Ostpreußen, auf Polen entfielen keine Stimmen.
Im Jahr 1945 gehörte Prossitten zum preußischen Landkreis Rößel im Ermland im Regierungsbezirk Königsberg der Provinz Ostpreußen des Deutschen Reichs.
Gegen Ende des Zweiten Weltkriegs wurde die Region im Frühjahr 1945 von der Roten Armee besetzt. Nach Kriegsende wurde der Ort unter der Bezeichnung Prosity im Sommer 1945 gemäß dem Potsdamer Abkommen zusammen mit der südlichen Hälfte Ostpreußens zum Bestandteil der Volksrepublik Polen. Danach begann die Zuwanderung polnischer Migranten. Soweit die einheimischen Dorfbewohner nicht geflohen waren, wurden sie in der Folgezeit aus Prossitten vertrieben.
Im Jahre 2021 zählte Prosity 238 Einwohner.

### Bevölkerungsentwicklung 1816 bis 1945
| Jahr | Einwohner | Anmerkungen               |
| ---- | --------- | ------------------------- |
| 1816 | 296       | [ 6 ]                     |
| 1858 | 577       | ausschließlich Katholiken |
| 1864 | 587       | am 3. Dezember            |
| 1885 | 595       | [ 9 ]                     |
| 1905 | 591       | [ 9 ]                     |
| 1910 | 556       | [ 9 ]                     |
| 1933 | 615       | [ 10 ]                    |
| 1939 | 587       | [ 10 ]                    |

### Amtsbezirk Prossitten 1874 bis 1945
Der 1874 gebildete Amtsbezirk Prossitten setzte sich in der Zeit seines Bestehens bis 1945 aus folgenden Dörfern zusammen:
| Deutscher Name | Polnischer Name |
| -------------- | --------------- |
| Begnitten      | Biegonity       |
| Fürstenau      | Księżno         |
| Landau         | Lądek           |
| Prossitten     | Prosity         |

## Kirche

### Römisch-katholisch
Die römisch-katholische Pfarrkirche St. Marien in Prossitten entstand im Jahre 1585 und wurde 1608 geweiht. In den Jahren 1840–1844 wurde auf den Grundmauern der Vorgängerkirche ein neogotischer Neubau errichtet und 1845 von Bischof Josef Geritz geweiht. Die Pfarrei gehört zum Dekanat Jeziorany (Seeburg) im Erzbistum Ermland.

### Evangelisch
Bis 1945 war Prossitten in die evangelische Kirche Bischofstein in der Kirchenprovinz Ostpreußen der Kirche der Altpreußischen Union eingepfarrt. Heute gehört der Ort zur Pfarrei Kętrzyn (Rastenburg) mit der Filialkirche Bartoszyce (Bartenstein) in der Diözese Masuren der Evangelisch-Augsburgischen Kirche in Polen.

## Persönlichkeiten

### Aus dem Ort gebürtig
- Josef Engling (* 5. Januar 1898 in Prossitten), deutscher römisch-katholischer Geistlicher, Mitglied der Schönstattbewegung († 1918)
- Arthur Kather (* 7. Dezember 1883 in Prossitten), deutscher römisch-katholischer Geistlicher (1883–1957), zuletzt Kapitularvikar († 1957)
- Linus Kather (* 22. September 1893 in Prossitten), deutscher Jurist und Politiker († 1983)

### Mit dem Ort verbunden
- Johann Wilde (1438–1532), Augustiner-Eremit, Weihbischof, erhielt 1502 auf bischöfliche Anordnung den Nießbrauch des Dorfes Prossitten auf Lebenszeit
- Adalbert Prothmann (1876–1945), römisch-katholischer Geistlicher, ab 1919 Pfarrer in Prossitten, Märtyrer, wurde am 4. Februar 1945 in Prossitten von Rotarmisten ermordet
- Theodor Kortendieck (1887–1945), römisch-katholischer Geistlicher und Märtyrer, wurde am 4. Februar 1945 in Prossitten von Rotarmisten ermordet

## Verkehr
Prosity liegt an einer Nebenstraße, die die beiden Städte Bisztynek (Bischofstein) an der polnischen Landesstraße 57 (frühere deutsche Reichsstraße 128) und Jeziorany (Seeburg) an den Woiwodschaftsstraßen 593 und 595 verbindet. Eine aus Żardeniki (Scharnigk) über Księżno (Fürstenau) kommende Nebenstraße endet in Prosity.
Eine Anbindung an den Bahnverkehr besteht nicht.